# يوتلسات 5 غرب بي
يوتلسات 5 غرب بي هو قمر صناعي للاتصالات المملوك من قبل المشغل يوتلسات . يقع عند 5° غربًا، وهو يهدف إلى بث القنوات التلفزيونية والإذاعية والبيانات الرقمية الأخرى. تم تطويره لحساب المشغل يوتلسات . بعد إطلاقه في 9 أكتوبر 2019 ، من المتوقع أن يدخل الخدمة التشغيلية في نهاية عام 2019 بعد شهر إلى شهرين من الاختبار. سيحل هذا القمر الصناعي محل يوتلسات 5 غرب أ الذي وصل إلى نهاية عمره الافتراضي.

## خلفية
في أكتوبر 2016 ، أعلنت يوتلسات عن بناء يوتلسات 5 غرب ب ليحل محل يوتلسات 5 غرب إيه الذي أطلق في عام 2002. تم التخطيط لإطلاق القمر الصناعي الجديد يوتلسات 5 غرب بي في الربع الأخير من عام 2018, بواسطة صاروخ بروتون- إم / بريز- إم من بايكونور  ولكن أعلنت يوتلسات في صيف 2018 عن تأجيل الإطلاق حتى الربع الأول من عام 2019 وسيعمل هذا القمر الصناعي بعد شهر إلى شهرين من الإطلاق. تم التخطيط للإطلاق في مارس 2019 من بايكونور بعد إطلاق القمر الصناعي Yamal 601 ، ولكن بحلول نهاية عام 2018 ، تم تأجيل تاريخ الإطلاق مرة أخرى إلى الربع الثاني من عام 2019 (منتصف مايو 2019 أو ما بعده) بسبب التأخير المطلوب للاختبار. لمحول الحمولة. في منتصف مايو 2019 ، تم تأجيل إطلاق القمر الصناعي مرة أخرى في صيف عام 2019  أو الربع الثالث من عام 2019. في منتصف يوليو 2019 ، تم إعادة جدولة الإطلاق لفترة من 20 إلى 22 سبتمبر 2019. في نهاية سبتمبر، تم تأجيل الإطلاق مرة أخرى بسبب مشكلة واجهته خلال الاختبارات الكهربائية للقاذفة المتكاملة. تم إطلاق القمر الصناعي أخيرًا في 9 أكتوبر 2019 من بايكونور, في نفس الوقت الذي تم فيه إطلاق سفينة الفضاء MEV-1. في 15 ساعة و 36 دقيقة بعد الإطلاق، فصل القمر الصناعي عن وحدة المدار. ثم تم التحقق من أنظمة القمر الصناعي بعد أربع ساعات. تم تسويق إطلاق هذا القمر الصناعي من قِبل شركة International Launch Services (ILS) التي أصبح سجل طلباتها فارغًا بعد هذا الإطلاق  بسبب المنافسة القوية مع Arianespace وSpaceX .  
سيتولى يوتلسات 5 غرب بي الدور الذي لعبته سواتل تليكوم 1 وتيليكوم 2 (الذين عملا بين عامي 1983 و 2002) ثم يوتلسات 5 غرب أ (سابقًا أتلانتيك بيرد 3 من 2002 إلى 2012) (يعمل بين عامي 2002 و 2019) ، على الموقع التاريخي الفرنسي، 5° غرباً.

## الخصائص التقنية
يحتوي القمر الصناعي Eutelsat 5 West B الجديد على 35 وحدة إرسال نطاق كيو (عرض النطاق الترددي 36 MHz لكل وحدة إرسال) على 3 حزم مستهدفة ويزن حوالي 3 أطنان عند الإطلاق، بدلاً من 45 مرسل مستجيب Ku-band و C-band على 4 حزم مستهدفة. 4 أطنان من يوتلسات 5 غرب الحزم الأربعة لساتل Eutelsat 5 West A السابق: النطاق العريض KU (أوروبا - شمال إفريقيا - الشرق الأوسط) ، فرقة KU (أوروبا الغربية والوسطى، الدول الاسكندنافية، المغرب العربي) ، الموجّهة نحو النطاق تم استبدال KU (الجزائر - شمال إفريقيا) و Band C (شرق أمريكا الشمالية، الكاريبي، أمريكا الشمالية الشمالية، إفريقيا، أوروبا، الشرق الأوسط) بثلاث حزم في نطاق KU على القمر الصناعي الجديد   : Transalpin (Trasalpine) (TA) (فرنسا - إيطاليا) ، أوروبا (أوروبا الغربية والوسطى) والجزائر (الجزائر) (الجزائر - شمال إفريقيا). سيكون لها طاقة كهربائية قدرها 5 كيلوواط. المنصة التقنية أمريكية في: GEOStar-2e وليست مركبة فضائية فرنسية (3000 B3) كما هو الحال على القمر الصناعي Eutelsat 5 West A. تشير البيانات التقنية الخاصة بشركة Northrop Grumman Innovation Systems (المدارية سابقًا ATK) إلى أن القمر الصناعي يزن 2740 كجم عند إطلاقها بجناحين من 4 ألواح شمسية بخلايا ضوئية UTJ (Ultra Triple Junction) لتزويد بطاريات ليثيوم أيون . قدمت إيرباص للدفاع والفضاء الحمولة النافعة المكونة من طبقين كبيرين للأقمار الصناعية بقطر 2.6 متر و 35 جهاز إرسال مستجيب Ku-band. يوفر هذا القمر الصناعي أيضًا، عبر مستجيبين L-band ، خدمة تراكب الملاحة المستقرة بالنسبة إلى الأرض ( EGNOS GEO-3) التي ستُستخدم لتحسين متانة الإشارة ودقة تحديد موضع المستقبِلات باستخدام خدمات نظام تحديد المواقع الساتلي . الشبكة الأمريكية الأقمار الصناعية GPS والأوروبي غاليليو.

## التغييرات بالمقارنة مع القمر الصناعي السابق يوتلسات 5 غرب أ
إلغاء النطاق الترددي سي باند
تعلن يوتلسات أن القمر الصناعي الجديد لن يوفر بعد ذلك خدمات البث الإذاعي والتلفزيوني بالنطاق الترددي سي باند (3.6 إلى 4.1 جيجا هرتز) في المقام الأول لأفريقيا جنوب الصحراء الكبرى. سيتم توفير خدمة بث القنوات الحالية في المستقبل بفضل موارد النطاق C المتاحة على أسطول سواتل Eutelsat الأخرى (مثل يوتلسات 8 غرب ب الذي يرسل في النطاق C لراديو RFI ).

## انخفاض في الطاقة والمعدات المستخدمة
بالإضافة إلى ذلك، من أجل خفض التكاليف، تعلن يوتلسات أنه سيتم تحقيق وفورات في الطاقة والمعدات المستخدمة في يوتلسات 5 غرب بي مقارنة ب يوتلسات 5 غرب إيه. البث هو استخدام المعيار DVB-S2 (التي تم إنشاؤه في عام 2005) أو DVB-S2X (تم إنشاؤه في عام 2014) (انظر التعديل في DVB-S2 والأداء في DVB-S2 ) وأن جميع البث بDVB-S ( أنشئ في عام 1995) لم تعد متوفرة. يتطلب هذا التغيير في المعيار تغيير أجهزة استقبال الفضائي في المنازل كما هو الحال عندما تم تحويل جميع قنوات باقة Fransat إلى HD TV في بداية أبريل 2016 في فرنسا والتخلي عن بث القنوات الفرنسية بمعيار DVB-S على هذا القمر الصناعي في النصف الثاني من عام 2016. لا تزال القنوات التلفزيونية الجزائرية والإذاعات الفرنسية والجزائرية تبث على DVB-S في يناير 2017 على القمر الصناعي Eutelsat 5 West A. يتم استخدام معيار DVB-S2X بالفعل لبث القنوات الفرنسية TF1 و NT1 و TMC على القمر الصناعي Eutelsat 33C منذ نهاية نوفمبر 2016.

## الاستخدام المستقبلي لفيديو فائق الجودة
لا تتواصل Eutelsat على بث قنوات UHDTV1 على هذا القمر الصناعي الجديد في عام 2019 لكن CSA تخطط في عام 2016 للسماح بإنشاء تعدد إرسال للقنوات الفرنسية مع فيديو UHDTV1 في 2018 على TNT شريطة أن تعرض القنوات عدد كاف من محتويات UHDTV1. في نهاية عام 2018 ، سمحت CSA بتجربة تعدد إرسال جديد لثلاث قنوات UHD وفقًا للمعايير DVB-T2 / HEVC / WCG / HDR (HDR10) لمعرفة ما إذا كان من الممكن إنشائها في الحالة الحالية شبكة TNT في 3 مدن في فرنسا. هذه التجربة ضرورية لأن 31 ٪ من مبيعات التلفزيون في فرنسا كانت نماذج UHD في عام 2017.,. في الربع الرابع من عام 2018 ، تم تسليم ما يقرب من ثلثي (63٪) أجهزة تلفزيون أوروبا الغربية بدقة UHD. سيتطلب هذا الوضوح العالي للقنوات التلفزيونية مرور أجهزة استقبال الأقمار الصناعية الحالية المتوافقة مع DVB-S2 / H.264 / HD 1080p TV (TNT HD) إلى أجهزة استقبال الأقمار الصناعية الجديدة المتوافقة مع DVB-S2X / H.265 / المعايير شفت / UHDTV1. يتم بالفعل بث القنوات في UHDTV1 على الأقمار الصناعية لأسطول Eutelsat. في ربيع عام 2019 ، من بين 7021 قناة تلفزيونية تبثها يوتلسات، 1599 قناة، أو 21.5 ٪ من المجموع، كانت في HD.

## البث
أعلنت يوتلسات  أن المقصود من القمر الصناعي هو بث الفيديو أو البيانات الرقمية لأوروبا وشمال إفريقيا ولكن بشكل أساسي في الأسواق الرئيسية الثلاثة الموجودة في البلدان   : فرنسا، إيطاليا والجزائر. سيُبث هذا القمر الصناعي 350 قناة تلفزيونية  مع 35 وحدة إرسال، بينما يبث سلفه Eutelsat 5 West A 426 قناة تلفزيونية في منتصف أكتوبر 2019 ولكن مع 45 وحدة إرسال. من بين هذه القنوات التلفزيونية البالغ عددها 350 قناة، سيكون 300 منها مخصصًا للبث على حزمة الشعاع عبر الحدود (إيطاليا وفرنسا) لتغذية الربط الأرضي المختلف لـ TNT ( التلفزيون الأرضي الرقمي ) أو القنوات الإذاعية أو باقة القنوات الفضائية الفرنسية Fransat . من بين 300 قناة تلفزيونية، توجد 130 قناة بالفعل عالية الدقة (عالية الوضوح). تهدف حزمة أوروبا إلى توفير خدمات TNT وتلفزيونات الأقمار الصناعية وخدمات الفيديو الاحترافية. على الحزمة الخاصة بالجزائر، يتم التخطيط للاتصال عبر الأقمار الصناعية VSAT للخدمات العامة والشركات الخاصة. لا تشير وثائق يوتلسات صراحة إلى ما إذا كان سيتم استخدام الحزمة الجزائرية لبث القنوات التلفزيونية أو الإذاعية. بالإضافة إلى ذلك، يشتمل القمر الصناعي على حمولة مرسل مستجيب EGNOS لتحسين دقة قياس مستقبلات Galileo وGPS .

## امدادات الطاقة من المرحلات الأرضية المختلفة
لقد تم استخدام موقع 5 درجات غربًا منذ عام 1983 لتزويد مختلف مرحلات التلفزيون و FM في فرنسا. سيقوم هذا القمر الصناعي بتغذية بعض مرحلات TNT (فرنسا وإيطاليا) وراديو FM الفرنسي بعد تبديل البث على Eutelsat 5 West B. ويمكن أيضًا استخدام هذا القمر الصناعي أثناء البث المباشر.

## روابط خارجية
- (بالفرنسية) سواتل يوتلسات في الموقع المداري 5° غرباً (eutelsat.com)
- (بالفرنسية) القمر الصناعي يوتلسات 5 غرب بي (eutelsat.com)
- (بالإنجليزية) بروتون إم يطلق يوتلسات 5 غرب بي و MEV-1 (فيديو إطلاق القمر الصناعي يوتلسات 5 غرب بي)